# Politieke rente
Politieke rente, beter bekend als rent-seeking, is de poging om voordeel te behalen via de politiek, of meer specifiek de lobby om economische rente te verkrijgen. Dit gaat ten koste van de samenleving als geheel en onderscheidt zich daarmee van profit-seeking dat bijdraagt aan de samenleving. Het idee is afkomstig van Tullock in 1967, terwijl de term rent-seeking afkomstig is van Krueger in 1974.
Waar profit-seeking plaatsvindt binnen de vrije markt, vindt rent-seeking plaats binnen een door de politiek gereguleerde markt. In een perfecte markt waar geen sprake is van overheidsingrijpen zal door concurrentie de prijs van een product uiteindelijk samenvallen met de productiekosten. Er is sprake van rent-seeking zodra er gebruik wordt gemaakt van door de overheid opgelegde restricties om concurrentie te beperken. De extra winst die hieruit voortvloeit voor het bedrijf gaat ten koste van de consumenten die een hogere prijs voor het product betalen. De gevolgen voor de samenleving als geheel zijn negatief doordat er lobbykosten worden gemaakt. Politici werken hier aan mee in de ruil voor politieke steun.